# Clube Atlético Universitário
El Clube Atlético Universitário és un club de futbol brasiler de la ciutat de Santo Antônio de Jesus a l'estat de Bahia.

## Història
El club va ser fundat el 12 de gener de 1997. El club té els orígens en l'Associação Atlética Independente, venut al Palmeiras, fet que propicià el canvi de nom a Palmeiras do Nordeste a començament de l'any 2002. El 2007 esdevingué professional amb el nom Independente Esporte Clube. Aquest mateix any jugà la segona divisió baiana que acabà guanyant. El 2008, amb l'ascens a Primera Divisió canvià el nom pel de Feirense Futebol Clube. El 2022 va canviar el seu nom a Clube Atlético Universitário.

## Palmarès
- Campionat baiano:
  - 2002 (com a Palmeiras do Nordeste)[4]
- Campionat baiano de Segona Divisió:
  - 2007

## Estadi
El Clube Atlético Universitário juga els seus partits a l'Estadi José Trindade Lobo. Té una capacitat per a 3.000 espectadors.